# Phytolacca bogotensis
La guaba (del muisca foaba), jaboncillo, maíz de perro, cargamanto, carmín o papa cimarrona (Phytolacca bogotensis) es una especie de planta herbácea de la familia de las fitolacáceas.

## Distribución y hábitat
Se encuentra en los Andes desde Colombia, a más de 2.300 y menos de 3.500 m de altitud, hasta Chile, a menos de 2.000 m s. n. m. Resiste heladas hasta de -5 °C.

## Descripción
Es una hierba perenne, glabra, que alcanza una altura de hasta 1,5 m. La raíz es napiforme, gruesa y carnosa con 1 m de longitud. El tallo es erguido, de color violáceo, liso, hueco y ramificado en la parte superior.  Presenta hojas  alternas, de borde entero, de forma oblonga, con pecíolos rojizos, de 6a 10 cm de largo por 2 a 7cm de ancho, con la nervadura muy notoria en el envés. Inflorescencia en racimos terminales; flores  hermafroditas, de color blancuzco a rosado,  con 5 tépalos, 7 a 13  estambres y 7 a 9 pistilos. El fruto es una baya esférica de color púrpura que se hace negro al madurar.

## Usos
El uso medicinal de preparados de la raíz ha sido aprobado como antiinflamatorio local de uso externo, por la Comisión de Revisión de Productos Farmacéuticos de Invima, en Colombia. La medicina tradicional usa como diurético la infusión de las hojas; como purgante la infusión de la raíz, el tallo y las hojas; y, para aliviar las várices, las hojas machacadas o maceradas en alcohol.
Es usada también como planta ornamental.

## Taxonomía
Phytolacca bogotensis fue descrita por Carl Sigismund Kunth y publicado en Nova Genera et Species Plantarum (quarto ed.) 2: 183. 1817.
Etimología
Phytolacca: nombre genérico que deriva de las palabras griegas: φυτόν (phyton), que significa "planta", y la palabra latína lacca = "un rojo tinte".
bogotensis: epíteto geográfico que alude a su localización en Bogotá.
Sinonimia
- Phytolacca australis Phil.
- Phytolacca micrantha H. Walter
- Phytolacca parviflora Hauman[8]